# كارل إيجل أوبيرت
كارل إيجل أوبيرت (بالنرويجية البوكمول: Karl Egil Aubert)‏ هو بروفيسور ورياضياتي نرويجي، ولد في 19 أغسطس 1924، وتوفي في 21 أكتوبر 1990.